# Список картин Константина Егоровича Маковского
Ниже в хронологическом порядке перечислены картины российского художника Константина Егоровича Маковского.

## Список

### Живопись

#### 1850-е
| Илл. | Название                                            | Год          | Материал, техника, размеры (см) | Местонахождение                                         | Примечание |
| ---- | --------------------------------------------------- | ------------ | ------------------------------- | ------------------------------------------------------- | --- |
|      | «Портрет брата — В. Е. Маковского в возрасте 8 лет» | 1854         | Холст, масло 60,0 × 42,0        | Государственный Русский музей, Санкт-Петербург, Россия  | |
|      | «Портрет отца — Е. И. Маковского (с гитарой)»       | 1856         | Холст, масло 89,8 × 71,8        | Третьяковская галерея, Москва, Россия                   | Поступил в ГТГ через Государственный Музейный фонд из Государственной Цветковской галереи в 1927 году. Инв. №: Инв.9210. |
|      | «Портрет поэта Н. А. Некрасова»                     | 1856         | Холст, масло 28,0 × 22,0        | Музей-квартира Н. А. Некрасова, Санкт-Петербург, Россия | |
|      | «Портрет отца — Е. И. Маковского (овальный)»        | 1859         | Холст, масло 65 × 56            | Частная коллекция                                       | |
|      | «Петербургский дворик»                              | Конец 1850-х | Холст, масло 64,5 × 53,0        | Государственный Русский музей, Санкт-Петербург, Россия  | |

#### 1860-е
| Илл. | Название                                                                                           | Год    | Материал, техника, размеры (см)     | Местонахождение                                                                                         | Примечание |
| ---- | -------------------------------------------------------------------------------------------------- | ------ | ----------------------------------- | --- | --- |
|      | «Автопортрет»                                                                                      | 1860   | Дерево, масло 59,8 × 45,2           | Третьяковская галерея, Москва, Россия                                                                   | Портрет художника в возрасте 21 года. Поступил в ГТГ из Государственной Цветковской галереи в 1927 году. Инв. №: Инв.9303. |
|      | «Исцеление слепых»                                                                                 | 1860   | Холст, масло 240 × 297              | Научно-исследовательский музей при Российской Академии художеств, Санкт-Петербург, Россия               | Поступила в НИМ РАХ из ГТГ 15 марта 1950 года. Муз. №: НИМ РАХ КП-731/5, Ж-344. |
|      | «Натюрморт»                                                                                        | 1860   | Дерево, карандаш, масло 60,0 × 39,0 | Частная коллекция                                                                                       | |
|      | «Харон перевозит души умерших через реку Стикс»                                                    | 1861   | Холст, масло 110 × 90               | Музей «Новый Иерусалим», Истра, Россия                                                                  | Многофигурная сцена на древнегреческий мифологический сюжет. № по КП (ГИК): МВК КП-31931. Инв. №: ЖД-200. № в Госкаталоге: 24769544. |
|      | «Швея»                                                                                             | 1861   | Холст, масло 59,0 × 73,7            | Третьяковская галерея, Москва, Россия                                                                   | Приобретена у Е. М. Силиной в 1927 году. Инв. №: Инв.8949. |
|      | «Агенты Дмитрия Самозванца убивают сына Бориса Годунова»                                           | 1862   | Холст, масло 148 × 112              | Третьяковская галерея, Москва, Россия                                                                   | Динамичная сцена момента смерти (в следствии отравления) царя Федора II Годунова. На переднем плане изображена сестра — царевна Ксения Борисовна, склонившаяся над также убитой матерью — овдовевший царицей Марией Григорьевной. Художник был награжден за картину малой золотой медалью Императорской Академии художеств и допущен до конкурса на большую золотую медаль. Но участия в нем он не принял, так как в 1863 году присоединился к «бунту 14-ти» — демонстративному выходу из Академии четырнадцати претендентов на золотые медали в знак протеста против рутинной системы обучения. Картина приобретена у Э. Г. Гун в 1939 году. Инв. №: Инв.24812. |
|      | «Сатир и нимфа»                                                                                    | 1863   | Холст, масло 106 × 84               | Государственный музей изобразительных искусств Республики Калмыкия, Элиста, Республика Калмыкия, Россия | Эротическая сцена на древнегреческий мифологический сюжет. |
|      | «Портрет А. Г. Гагарина (?)»                                                                       | 1863   | Холст, масло 41,5 × 34,0 (овал)     | Эрмитаж, Санкт-Петербург, Россия                                                                        | Пост. в Эрмитаж в 1950 г. № по КП: КПГЭ.1950-97/4046. Инв. №: ЭРЖ-1449. |
|      | «Портрет графа Н. Н. Муравьева-Амурского, генерал-губернатора Восточной Сибири»                    | 1863   | Холст, масло 177 × 137              | Иркутский областной художественный музей имени В. П. Сукачёва, Иркутск, Россия                          | Первая «крупная» работа Константина Маковского. Написан по заказу жителей города Иркутска. |
|      | «Портрет графини С. И. Строгановой»                                                                | 1864   | Холст, масло 195 × 139              | Третьяковская галерея, Москва, Россия                                                                   | |
|      | «Вдовушка»                                                                                         | 1865   | Холст, масло 78,0 × 54,0            | Государственный Русский музей, Санкт-Петербург, Россия                                                  | |
|      | «Селёдочница»                                                                                      | 1867   | Холст, масло 82,0 × 58,5            | Государственный Русский музей, Санкт-Петербург, Россия                                                  | За эту картину К. Е. Маковский получил звание академика ИАХ. Поступила в ГРМ из собрания Д. Г. фон Дервиза в 1916 году. |
|      | «Маленькие шарманщики у забора зимой»                                                              | 1868   | Холст, масло 62,0 × 48,0            | Частная коллекция                                                                                       | |
|      | Эскиз к картине «Народное гулянье во время масленицы на Адмиралтейской площади в Санкт-Петербурге» | 1869   | Холст, масло 64,9 × 79,8            | Третьяковская галерея, Москва, Россия                                                                   | Приобретено Советом Третьяковской галереи у Д. В. Стасова в 1906 г. Инв. №: Инв.544. |
|      | «Народное гулянье во время масленицы на Адмиралтейской площади в Санкт-Петербурге»                 | 1869   | Холст, масло 215 × 321              | Михайловский замок, Государственный Русский музей, Санкт-Петербург, Россия                              | За эту картину К. Е. Маковский получил звание профессора ИАХ. Поступила в ГРМ из Гатчинского дворца в 1897 году. |
|      | «Портрет композитора А. С. Даргомыжского (1813—1869)»                                              | 1869   | Холст, масло 71,3 × 58,2            | Третьяковская галерея, Москва, Россия                                                                   | Посмертный, по фотографии, по заказу П. М. Третьякова. Инв. №: 546. |
|      | «Портрет графини А. Д. Ржевуской, урожд. Дашковой (1831—1858) с дочерью»                           | 1860-е | Холст, масло 263 × 174              | Киевская картинная галерея, Киев, Украина                                                               | Посмертный. |
|      | «Портрет императора Александра II»                                                                 | 1860-е | Холст, масло 130,0 × 96,0           | Нижегородский государственный художественный музей, Нижний Новгород, Россия                             | |

#### 1870-е
| Илл. | Название                                                                 | Год        | Материал, техника, размеры (см)     | Местонахождение | Примечание |
| ---- | ------------------------------------------------------------------------ | ---------- | ----------------------------------- | --- | --- |
|      | «Портрет оперного певца О. А. Петрова»                                   | 1870       | Холст, масло 70,8 × 57,8            | Третьяковская галерея, Москва, Россия | По заказу П. М. Третьякова. Инв. №: 545. |
|      | «Петр Великий в своей мастерской» (первая версия)                        | 1870       | Холст, масло 64,5 × 50,0            | Эрмитаж, Санкт-Петербург, Россия | Поступил в Эрмитаж из музея этнографии народов СССР в 1946 году. Муз. №: КПГЭ.1946-40/1282 ЭРЖ-539. |
|      | «Петр Великий в своей мастерской» (вторая версия)                        | 1870       | Холст, масло 277 × 196,8            | Эрмитаж, Санкт-Петербург, Россия | Поступил в Эрмитаж из Строгановского дворца в 1928 году. Инв. №: ЭРЖ-3419. |
|      | «Жница»                                                                  | 1871       | Холст, масло 78,5 × 65,0            | Государственный Русский музей, Санкт-Петербург, Россия                                                                                    | Поступила в ГРМ из Петергофских дворцов-музеев в 1925 году. |
|      | «Крестьянский обед во время жатвы»                                       | 1871       | Холст, масло 119 × 1600             | Таганрогский художественный музей, Таганрог, Россия                                                                                       | За эту картину художник получил свою первую премию Общества поощрения художеств. Поступила в ТХМ из коллекции артистки Л. А. Руслановой в 1972 году. |
|      | «Дети, бегущие от грозы»                                                 | 1872       | Холст, масло 173,5 × 106,7          | Третьяковская галерея, Москва, Россия | Поступила в ГТГ из Румянцевского музея в 1925 году. Инв. №: Инв.5243. |
|      | «Похороны ребёнка в деревне»                                             | 1872       | Холст, масло 59,5 × 73,0            | Севастопольский художественный музей имени М. П. Крошицкого, Севастополь, Россия                                                          | Из коллекции К. Т. Солдатёнкова. Поступила в Севастопольский художественный музей имени М. П. Крошицкого из Румянцевского музея в 1925 году. |
|      | «В Каирской кофейне»                                                     | 1872       | Холст, масло 66 × 84                | Серпуховский историко-художественный музей, Серпухов, Россия                                                                              | Написана по возвращении из поездки в Египет. |
|      | «Портрет мальчика»                                                       | 1874       | Холст, масло 53,8 × 41,8            | Национальный художественный музей Республики Беларусь, Минск, Белоруссия                                                                  | |
|      | «Перемещение ковра пророка Мухаммеда из Мекки в Каир»                    | 1875       | Холст, масло 138 × 222              | Национальная картинная галерея Армении, Ереван, Армения                                                                                   | Написана по возвращении из поездки в Египет. Приобретена императором Александром II за 10.000 рублей. |
|      | «Отдых крестьянских детей»                                               | 1875       | Дерево, масло 46,0 × 37,5           | Частная коллекция | |
|      | «Портрет казака»                                                         | 1875       | Холст, масло 168 × 100              | Тюменский областной музей изобразительных искусств, Тюмень, Россия                                                                        | |
|      | «Пейзаж»                                                                 | 1875       | Холст, масло 26 × 41                | Частная коллекция | |
|      | «Портрет актрисы М. Г. Савиной»                                          | После 1875 | Холст, масло 72,5 × 54,0            | Эрмитаж, Санкт-Петербург, Россия | Авторство под вопросом. Передан в Эрмитаж из Музея Этнографии народов СССР в 1956 году. Раннее находился в Музее-квартире М. Г. Савиной. Муз. №: КПГЭ.1946-40/938 ЭРЖ-1932. |
|      | «Болгарские мученицы»                                                    | 1877       | Холст, масло 207 × 141              | Национальный художественный музей Республики Беларусь, Минск, Белоруссия                                                                  | Написана по возвращении из поездки на Балканы в период Русско-турецкой войны, где художник, двигаясь вслед за наступающей русской армией по Сербии и Болгарии, делал зарисовки по рассказам очевидцев о жестоком подавлении турецкими властями народного восстания, вспыхнувшего в Болгарии в 1876 году, и о зверствах башибузуков против мирного населения. |
|      | «Портрет графини В. С. Зубовой»                                          | 1877       | Холст, масло 240 × 160              | Государственный Русский музей, Санкт-Петербург, Россия                                                                                    | |
|      | «Портрет композитора М. П. Азанчевского»                                 | 1877       | Холст, масло 100 × 81               | Астраханская картинная галерея имени П. М. Догадина, Астрахань, Россия                                                                    | |
|      | «Портрет неизвестной девушки»                                            | 1878       | Холст, масло 59 × 48                | Национальный художественный музей Республики Беларусь, Минск, Белоруссия                                                                  | |
|      | «Портрет горного инженера Н. Н. Теплова (1808—1878)»                     | 1878       | Холст, масло 100 × 81               | Эрмитаж, Санкт-Петербург, Россия | Посмертный. Поступил в Эрмитаж из музея этнографии народов СССР в 1946 году. Муз. №: КПГЭ.1946-40/1155 ЭРЖ-1011. |
|      | «Портрет поручика лейб-гвардии Гусарского полка графа В. А. Бобринского» | 1879       | Холст, масло 135,5 × 88,5           | Эрмитаж, Санкт-Петербург, Россия | Поступил в Эрмитаж из музея этнографии народов СССР в 1946 году. Муз. №: КПГЭ.1946-40/311 ЭРЖ-252. |
|      | «Портрет свояченицы Е. П. Летковой»                                      | 1879       | Холст, масло 94,0 × 68,0            | Государственный художественный музей Ханты-Мансийска, Ханты-Мансийск, Ханты-Мансийский автономный округ — Югра, Тюменская область, Россия | |
|      | «Русалки выходят из воды перед Троицей»                                  | 1879       | Холст, масло 261,5 × 347            | Государственный Русский музей, Санкт-Петербург, Россия                                                                                    | Ночная сцена выхода русалок из воды и отправления на «тот свет» в праздник Русалий. |
|      | «Украинка»                                                               | 1879       | Холст, масло 88,6 × 70,8            | Частная коллекция | Подпись внизу слева. |
|      | «Деревенский пейзаж»                                                     | 1870-е     | Картон, холст, масло 20 × 27        | Частная коллекция | |
|      | «Гражданин Минин принимает пожертвования от нижегородцев»                | 1870-е     | Бумага на холсте, масло 37,5 × 52,7 | Третьяковская галерея, Москва, Россия | Эскиз к картине «Воззвание Минина» 1896 г. Приобретено у В. Полуцкого в 1936 г. Инв. №: Инв.24226. |
|      | «Портрет князя, героя Кавказской войны М. З. Аргутинского-Долгорукого»   | 1870-е     | Холст, масло 82 × 63                | Эрмитаж, Санкт-Петербург, Россия | Пост. в Эрмитаж в 1946 г. № по КП: КПГЭ.1946-40/360. Инв. №: ЭРЖ-259. |

#### 1880-е
| Илл. | Название                                                                                | Год           | Материал, техника, размеры (см) | Местонахождение                                                                                          | Примечание |
| ---- | --------------------------------------------------------------------------------------- | ------------- | ------------------------------- | --- | --- |
|      | «Натюрморт с розами и васильками»                                                       | 1880          | Холст, масло 62,3 × 42,0        | Частная коллекция                                                                                        | |
|      | «Портрет детей Н. П. Балашова»                                                          | 1880          | Холст, масло 148 × 103          | Рыбинский музей-заповедник, Рыбинск, Россия                                                              | Муз. №: РБМ-2623 Ж-208. |
|      | «Портрет императора Александра II»                                                      | 1881          | Холст, масло 163,5 × 108        | Третьяковская галерея, Москва, Россия                                                                    | |
|      | «Император Александр II на смертном одре»                                               | 1881          | Холст, масло 61 × 85,5          | Третьяковская галерея, Москва, Россия                                                                    | Написана с натуры в течение двух первых часов после гибели императора в день покушения. Художник назвал работу над этой картиной «страшным сеансом». Поступила в ГТГ из Государственного музейного фонда в 1937 году. Инв. №: Инв.15135. |
|      | «Весенняя Вакханалия»                                                                   | 1881          | Холст, масло 279 × 398          | Богорский дворец, Богор, Западная Ява, Индонезия                                                         | Многофигурная сцена на древнегреческий мифологический сюжет с изображением оргиастического празднества в честь бога Вакха. Приобретена в Италии в 1954 году для коллекции первого президента Индонезии Сукарно. |
|      | «Портрет второй жены — Ю. П. Маковской»                                                 | 1881          | Холст, масло 184 × 78           | Государственный Русский музей, Санкт-Петербург, Россия                                                   | |
|      | «В мастерской художника»                                                                | 1881          | Холст, масло 212,4 × 155,0      | Третьяковская галерея, Москва, Россия                                                                    | На картине изображён сын художника от второго брака с Ю. П. Маковской — Сергей. В семье Маковских эта картина называлась «Маленький вор»: «…здесь трехлетним малышом в одной рубашонке, взгромоздясь на кресло, я тянусь к хрустальной вазе с пышными фруктами, а рядом огромный рыжий сенбернар выжидательно насторожился, протягивая к вазе лапу. Этот сенбернар не был наш пес, его привозили на сеансы от В. Ф. Голубева, отца Вити Голубева, моего ровесника и приятеля с тех пор, как я себя помню…», — вспоминал Сергей Маковский. Пост. в ГТГ из Государственного музейного фонда в 1927 г. Инв. №: Инв.9385. |
|      | «В парке»                                                                               | 1881          | Холст, масло 72 × 118           | Государственный Русский музей, Санкт-Петербург, Россия                                                   | Жанровая сцена с изображением жены Ю. П. Маковской, сидящей на траве под оранжевым зонтиком, детей (Сергея, Елены и их подруги), играющих на дороге и пожилой гувернантки, прядущей в тени на лавочке. |
|      | «Усадьба»                                                                               | 1882          | Холст, масло 32 × 40            | Частная коллекция                                                                                        | |
|      | «Портрет детей от второго брака с Ю. П. Маковской — Сергея и Елены»                     | 1882          | Холст, масло 192 × 82           | Тверская областная картинная галерея, Тверь, Россия                                                      | |
|      | «Алексеич»                                                                              | 1882          | Холст, масло 94,6 × 60,8        | Третьяковская галерея, Москва, Россия                                                                    | Изображение пожилого слуги семьи Маковских. Приобретено П. М. Третьяковым у автора в 1882 г. Инв. №: Инв.550. |
|      | «Семейный портрет»                                                                      | 1882          | Холст, масло 183 × 139          | Государственный Русский музей, Санкт-Петербург, Россия                                                   | Портрет жены Ю. П. Маковской, сына Сергея и дочери Елены. |
|      | «Портрет араба в чалме»                                                                 | 1882          | Холст, масло 64,5 × 54,5        | Национальный художественный музей Республики Беларусь, Минск, Белоруссия                                 | |
|      | «Портрет графа С. Г. Строганова»                                                        | 1882          | Холст, масло 179 × 125          | Государственный Русский музей, Санкт-Петербург, Россия                                                   | |
|      | «Портрет графини П. С. Уваровой»                                                        | 1882          | Холст, масло 124,5 × 78,5       | Государственный исторический музей, Москва, Россия                                                       | |
|      | «Портрет банкира Л. С. Полякова»                                                        | 1882          | Холст, масло 68 × 58            | Государственный исторический музей, Москва, Россия                                                       | |
|      | «Портрет Р. П. Поляковой»                                                               | 1883          | Холст, масло 68 × 58            | Государственный исторический музей, Москва, Россия                                                       | |
|      | «Портрет историка Н. И. Костомарова»                                                    | 1883          | Холст, масло 87,5 × 72,5        | Михайловский замок, Государственный Русский музей, Санкт-Петербург, Россия                               | Поступил в ГРМ от Ю. П. Маковской в 1901 году. |
|      | «Кубки»                                                                                 | 1883          | Дерево, масло 57,8 × 72         | Государственный музей искусств Казахстана имени А. Кастеева, Алма-Ата, Казахстан                         | Эскиз к картине «Боярский свадебный пир в XVII веке». |
|      | «Боярский свадебный пир в XVII веке»                                                    | 1883          | Холст, масло 236 × 391          | Музей Хиллвуд, Вашингтон, округ Колумбия, США                                                            | Основная статья: Боярский свадебный пир |
|      | «Волынская крестьянка»                                                                  | 1883          | Холст, масло 65 × 51            | Частная коллекция                                                                                        | В 1883 году художник приобрел у княгини Абамелек-Лазаревой имение «Расники» (на Волыни, около г. Ровно) и провел там летом полтора месяца, однако, из-за последовавших недоразумений с бывшей хозяйкой, отказался от покупки. Этот портрет был исполнен во время кратковременного пребывания в этом имении. Подпись в правом нижнем углу: «К. Маковскiй / Расники / 1883». На обороте надпись: «C Makowsky Une paysanne de la Petite Russie». |
|      | «Украинка»                                                                              | 1884          | Холст, масло 63,5 × 54,0        | Частная коллекция                                                                                        | |
|      | «Портрет хозяина усадьбы Качановка В. В. Тарновского мл. в костюме запорожского казака» | 1884          | Картон, масло 53,4 × 43,2       | Сумской областной художественный музей имени Н. Х. Онацкого, Сумы, Украина                               | |
|      | «Цветы»                                                                                 | 1884          | Холст, масло 74 × 71            | Государственный Русский музей, Санкт-Петербург, Россия                                                   | Натюрморт. Написан в усадьбе Качановка. Подпись на кириллице в левом нижнем углу. |
|      | «Натюрморт»                                                                             | 1884          | Холст, масло 89 × 110           | Частная коллекция                                                                                        | |
|      | «Портрет графини В. А. Волконской»                                                      | 1884          | Холст, масло 177 × 137          | Музей изобразительных искусств имени Шалва Амиранашвили, Тбилиси, Грузия                                 | |
|      | «Портрет предпринимательницы и мецената В. А. Морозовой»                                | 1884          | Холст, масло 214 × 139,4        | Третьяковская галерея, Москва, Россия                                                                    | Поступил в ГТГ из собрания В. А. Морозовой в 1927 году. Инв. №: Инв.9129. |
|      | «Офелия»                                                                                | 1884          | Холст, масло 157 × 80           | Государственный Русский музей, Санкт-Петербург, Россия                                                   | Иллюстрация к трагедии Уильяма Шекспира «Гамлет». |
|      | «Боярышня у окна»                                                                       | 1885          | Холст, масло 174,0 × 117        | Омский областной музей изобразительных искусств имени М. А. Врубеля, Омск, Россия                        | Из собрания Главного концессионного комитета при Совнаркоме РСФСР. Поступил в Омский областной музей изобразительных искусств имени М. А. Врубеля из Государственного музейного фонда в 1927 году. |
|      | «Боярышня у окна»                                                                       | 1885          | Холст, масло 93,9 × 66,6        | Частная коллекция                                                                                        | |
|      | «Русская красавица в кокошнике»                                                         | Начало 1880-х | Холст, масло 36,4 × 29,6        | Частная коллекция                                                                                        | |
|      | «Выбор невесты царём Алексеем Михайловичем»                                             | 1886          | Холст, масло 300 × 450          | Музей искусств Понсе, Понсе, Пуэрто-Рико                                                                 | Приобретена в 1886 году нью-йоркским ювелиром Чарльзом Уильямом Шуманом. |
|      | «Портрет художника И. К. Айвазовского»                                                  | 1887          | Холст, масло 63,5 × 54          | Астраханская картинная галерея имени П. М. Догадина, Астрахань, Россия                                   | |
|      | «Туалет Венеры»                                                                         | 1886-1888     | Холст, масло 243 × 370          | Частная коллекция                                                                                        | Написана для особняка барона С. П. фон Дервиза в Санкт-Петербурге. Многофигурная пасторальная сцена на фоне идеализированного пейзажа с античным стаффажем. |
|      | «Триумф Венеры»                                                                         | 1886-1888     | Холст, масло 200 × 136          | Частная коллекция                                                                                        | Написана для особняка барона С. П. фон Дервиза в Санкт-Петербурге. |
|      | «Счастливая Аркадия»                                                                    | 1886-1888     | Холст, масло 220 × 364          | Частная коллекция                                                                                        | Написана для особняка барона С. П. фон Дервиза в Санкт-Петербурге. Многофигурная пасторальная сцена на фоне идеализированного пейзажа с античным стаффажем. |
|      | «Муза поэзии»                                                                           | 1886-1888     | Холст, масло 250 × 116          | Частная коллекция                                                                                        | Написана для особняка барона С. П. фон Дервиза в Санкт-Петербурге. |
|      | «Аллегория живописи»                                                                    | 1886-1888     | Холст, масло 249,5 × 161,5      | Частная коллекция                                                                                        | Написана для особняка барона С. П. фон Дервиза в Санкт-Петербурге. |
|      | «Амуры-садовники»                                                                       | 1886-1888     | Холст, масло 225 × 138          | Частная коллекция                                                                                        | Написана для особняка барона С. П. фон Дервиза в Санкт-Петербурге. Сцена на древнегреческий мифологический сюжет. Экспонировалась в Зале Общества поощрения художеств в Санкт-Петербурге в декабре 1888 г. и в ноябре 1907 г. |
|      | «Амуры с цветами»                                                                       | 1886-1888     | Холст, масло                    | Частная коллекция                                                                                        | Написана для особняка барона С. П. фон Дервиза в Санкт-Петербурге. Сцена на древнегреческий мифологический сюжет. |
|      | «Смерть Ивана Грозного»                                                                 | 1888          | Холст, масло                    | Неизвестно. Похищена из частной галереи в Москве в 2014 году.                                            | Основная статья: Смерть Ивана Грозного (картина Маковского) |
|      | «Качановка. У костра»                                                                   | 1888          | Холст, масло 19,3 × 32,0        | Частная коллекция                                                                                        | |
|      | «Суд Париса»                                                                            | 1889          | Холст, масло 244 × 396          | Музей Фаберже, Санкт-Петербург, Россия                                                                   | Многофигурная сцена на древнегреческий мифологический сюжет о пасторальном конкурсе красоты, на котором троянский царевич Парис выносит свой вердикт трём богиням — Гере, Афине и Афродите. Экспонировалась на Всемирной выставке в Париже в 1889 году. Художнику вручили золотую медаль I степени и наградили орденом Почетного легиона. Еще до открытия выставки была приобретена нью-йоркским ювелиром Чарльзом Уильямом Шуманом. Находится в собрании фонда «Связь времён» Виктора Вексельберга. |
|      | «Демон и Тамара»                                                                        | 1889          | Холст, масло 184 × 142          | Серпуховский историко-художественный музей, Серпухов, Россия                                             | Иллюстрация к поэме М. Ю. Лермонтова «Демон». Экспонировалась на Всемирной выставке в Париже в 1889 году. Художнику вручили золотую медаль I степени и наградили орденом Почетного легиона. |
|      | «Под венец» / «Наряд русской невесты» (первая версия)                                   | 1889          | Холст, масло 136 × 183          | Серпуховский историко-художественный музей, Серпухов, Россия                                             | |
|      | «Под венец» / «Наряд русской невесты» (вторая версия)                                   | 1889          | Холст, масло 279,4 × 373,4      | Музей изобразительных искусств Сан-Франциско, Сан-Франциско, штат Калифорния, США                        | Экспонировалась в 1893 году на Всемирной выставке в Чикаго. Приобретена калифорнийским издателем и коллекционером Майклом Генри де Янгом. |
|      | «Беседка»                                                                               | 1889          | Холст, масло 61 × 63            | Частная коллекция                                                                                        | |
|      | «Портрет оперного певца Н. Н. Фигнера»                                                  | 1889          | Холст, масло 65 × 52            | Санкт-Петербургский государственный музей театрального и музыкального искусства, Санкт-Петербург, Россия | |
|      | «Портрет князя П. П. Вяземского»                                                        | 1880-е        | Холст, масло 90 × 64            | Государственный Русский музей, Санкт-Петербург, Россия                                                   | |
|      | «Портрет графини М. Е. Орловой-Давыдовой»                                               | 1880-е        | Холст, масло 169 × 104,4        | Третьяковская галерея, Москва, Россия                                                                    | Поступила в ГТГ из Государственного Музейного Фонда в 1921 году. |
|      | «Портрет неизвестной девушки»                                                           | 1880-е        | Холст, масло 64,5 × 48,3        | Национальный художественный музей Республики Беларусь, Минск, Белоруссия                                 | |
|      | «Боярышня»                                                                              | 1880-е        | Дерево, масло 42 × 28           | Частная коллекция                                                                                        | |
|      | «Князь Репнин на пиру у Ивана Грозного»                                                 | 1880-е        | Холст, масло 64 × 100           | Иркутский областной художественный музей имени В. П. Сукачёва, Иркутск, Россия                           | Трагический сюжет картины известен со слов князя Андрея Курбского — современника обоих действующих лиц. В центре композиции изображен князь Михаил Петрович Репнин: на его лице сильнейшее негодование, а пальцем он показывает прямо на сидящего на троне царя. |
|      | «Натюрморт в интерьере»                                                                 | 1880-е        | Холст, масло 67 × 84            | Частная коллекция                                                                                        | |

#### 1890-е
| Илл. | Название                                                                        | Год                      | Материал, техника, размеры (см) | Местонахождение                                                                     | Примечание |
| ---- | ------------------------------------------------------------------------------- | ------------------------ | ------------------------------- | ----------------------------------------------------------------------------------- | --- |
|      | «Ромео и Джульетта» (первая версия)                                             | Около 1890               | Картон, масло 17 × 24           | Частная коллекция                                                                   | Иллюстрация к трагедии Уильяма Шекспира «Ромео и Джульетта». |
|      | «Святочные гадания»                                                             | 1890                     | Холст, масло 160 × 232          | Государственный музей истории религии, Санкт-Петербург, Россия                      | Бытовая сцена из крестьянской жизни — изображение двух видов традиционных русских гаданий незамужних девушек в праздник Святок: в центре — группа радостных девушек, гадающих с клюющем зёрна петухом; слева за столом — опечалившаяся девушка, гадающая на воске в чаше. |
|      | «Головка» / «Портрет обнаженной жены Ю. П. Маковской»                           | До 1892                  | Дерево, масло 35,0 × 31,2       | Частная коллекция                                                                   | |
|      | «Портрет мадам М» / «Портрет лежащей любовницы М. А. Матавтиной»                | 1892                     | Холст, масло 119,5 × 195,5      | Частная коллекция                                                                   | Экспонировался на XXV передвижной выставке в 1897 году, опубликован в каталоге. Подпись на латинице в правом нижнем углу. |
|      | «Ромео и Джульетта» (вторая версия)                                             | 1892                     | Холст, масло 240 × 180          | Одесский национальный художественный музей, Одесса, Украина                         | Иллюстрация к трагедии Уильяма Шекспира «Ромео и Джульетта». В роли Джульетты позировала любовница и будущая жена — М. А. Матавтина. В роли Ромео — племянник А. В. Маковский. По воспоминаниям старшего сына Сергея Константиновича: «Отец встретил меня ласково, ничего не сказал о семейном разрыве и стал показывать только-что привезенную из Парижа новую свою картину — „Ромео и Джульета“. В Ромео я узнал моего кузена Александра; хоть и хорош собой, но не так уж молод, как Ромео, а Джульетта еще старше, толстовата и простовата. Да и вся картина… Весь этот оперный маскарад после флорентийских и венецианских кватрочентистов мне не понравился. Но, разумеется, не желая обижать отца, я промолчал, кто позировал для Джульетты, тоже не стал выяснять…» |
|      | «Поцелуйный обряд» / «Пир у боярина Морозова»                                   | 1895                     | Холст, масло 330 × 500          | Государственный Русский музей, Санкт-Петербург, Россия                              | Поступила в ГРМ в 1897 году в дар от императора Николая II. |
|      | «Портрет княгини З. Н. Юсуповой в русском костюме»                              | Не позднее 1895          | Холст, масло 92,5 × 71          | Государственный исторический музей, Москва, Россия                                  | |
|      | «Большой парадный портрет императрицы Александры Фёдоровны»                     | 1896                     | Холст, масло 138 × 66           | Музей-заповедник «Гатчина», Гатчина, Россия                                         | Авторство под вопросом. |
|      | «Кузьма Минин на площади Нижнего Новгорода, призывающий народ к пожертвованиям» | 1896                     | Холст, масло 698 × 594          | Нижегородский государственный художественный музей, Нижний Новгород, Россия         | Основная статья: Воззвание Минина |
|      | «Русская красавица в жемчужном ожерелье»                                        | 1880-е — 1890-е          | Дерево, масло 37 × 32           | Частная коллекция                                                                   | |
|      | «Портрет композитора Ц. А. Кюи»                                                 | 1880-е — 1890-е          | Холст, масло 75 × 60            | Волгоградский музей изобразительных искусств имени И. И. Машкова, Волгоград, Россия | |
|      | «Портрет жены М. А. Маковской с пуделем»                                        | После 1898               | Холст, масло 142 × 97           | Частная коллекция                                                                   | |
|      | «Портрет императрицы Марии Фёдоровны, жены императора Александра III»           | 1890-е                   | Холст, масло 88,8 × 72,5        | Иркутский областной художественный музей имени В. П. Сукачёва, Иркутск, Россия      | Из собрания мецената и коллекционера Владимира Платоновича Сукачёва. |
|      | «Пейзаж. Море и цветы»                                                          | 1890-е                   | Холст, масло 66 × 92            | Частная коллекция                                                                   | |
|      | «Игра в жмурки»                                                                 | 1890-е                   | Холст, масло 182,9 × 198,1      | Частная коллекция                                                                   | |
|      | «Сокровища Грановитой палаты»                                                   | 1890-е                   | Холст, масло 80 × 60            | Частная коллекция                                                                   | |
|      | «Боярышня у окна (с прялкой)»                                                   | 1890-е                   | Холст, масло 128 × 96           | Нижегородский государственный художественный музей, Нижний Новгород, Россия         | |
|      | «Чарка мёду»                                                                    | 1890-е                   | Холст, масло 93 × 72            | Частная коллекция                                                                   | |
|      | «Обнаженная красавица в чёрных чулках»                                          | 1890-е                   | Дерево, масло 106 × 46          | Частная коллекция                                                                   | |
|      | «Скупой рыцарь»                                                                 | Конец XIX века           | Холст, масло 56 × 39            | Рыбинский музей-заповедник, Рыбинск, Россия                                         | Иллюстрация к «маленькой трагедии» А. С. Пушкина «Скупой рыцарь» (1830). Из собрания Н. И. Дурдина. Муз. №: РБМ-815 Ж-212. |
|      | «Портрет молодой женщины»                                                       | Конец XIX в.             | Холст, масло 47,2 × 36,8        | Эрмитаж, Санкт-Петербург, Россия                                                    | Пост. в Эрмитаж в 1984 г. № по КП: КПГЭ.1984-310. Инв. №: ЭРЖ-2958. |
|      | «Флора»                                                                         | Вторая половина XIX века | Холст, масло 31 × 24            | Музей-усадьба В. И. Сурикова, Красноярск, Россия                                    | |

#### 1900-е
| Илл. | Название                                                                             | Год             | Материал, техника, размеры (см) | Местонахождение                                          | Примечание |
| ---- | ------------------------------------------------------------------------------------ | --------------- | ------------------------------- | -------------------------------------------------------- | --- |
|      | «Портрет жены М. А. Маковской»                                                       | 1900            | Холст, масло 116,5 × 80,5       | Частная коллекция                                        | |
|      | «Портрет жены М. А. Маковской (в рост)»                                              | 1900            | Холст, масло 214,0 × 110,0      | Частная коллекция                                        | В правом нижнем углу подпись на латинице и дата. С оборотной стороны надпись «М. А. СТОЯ.». |
|      | «Портрет семейства Волковых»                                                         | 1900            | Холст, масло 99,7 × 81          | Эрмитаж, Санкт-Петербург, Россия                         | На групповом портрете изображены Михаил Сергеевич Волков, его супуга София Николаевна Волкова (урожд. Манзей) и их сын, Сергей Михайлович Волков-Манзей. Пост. в Эрмитаж по завещанию Г. Д. Душина в 1994 г. № по КП: КПГЭ.1994-448/41. Инв. №: ЭРЖ-3214. |
|      | «Ярмарка»                                                                            | Около 1900      | Холст, масло 136,0 × 182,0      | Эрмитаж, Санкт-Петербург, Россия                         | Пост. в Эрмитаж в 2016 г. № по КП: КПГЭ.2016-79361. Инв. №: ЭРЖ-3437. |
|      | «Хмелем обсыпают»                                                                    | 1901            | Холст, масло 295 × 454          | Богорский дворец, Богор, Западная Ява, Индонезия         | Дар от Правительства СССР первому президенту Индонезии Сукарно на день рождения в 60-летний юбилей во время его визита в СССР 6 июня 1961 года. |
|      | «Портрет великой княгини Марии Георигиевны с дочерью Ниной»                          | 1901-1902       | Холст, масло 142 × 105          | Эрмитаж, Санкт-Петербург, Россия                         | Поступил в Эрмитаж из музея этнографии народов СССР в 1946 году. Муз. №: КПГЭ.1946-40/985 ЭРЖ-1385. |
|      | «Портрет В. Д. Волковой, дочери В. В. Мошковой и падчерицы А. А. Бибикова, с куклой» | Около 1903—1904 | Холст, масло 133 × 84,5         | Эрмитаж, Санкт-Петербург, Россия                         | Поступил в Эрмитаж из музея этнографии народов СССР в 1946 году. Муз. №: КПГЭ.1946-40/587 ЭРЖ-1473. |
|      | «Бретонки (Рыбачки)»                                                                 | 1904            | Холст, масло 82 × 65            | Самарский областной художественный музей, Самара, Россия | Пленэрный этюд, написанный во время путешествия по Бретани. Сцена беседы двух девушек в кирпичном сарае. На полу лежат кружевные рыболовные сети. Девушка слева держит в руках челнок с помощью которого вязали и чинили рыболовные сети. Девушки одеты в пёстрые ситцевые юбки и однотонные блузы, на ногах — традиционные бретонские деревянные башмаки с загнутыми вверх носами. |
|      | «Смерть Петрония»                                                                    | 1904            | Холст, масло 54 × 74            | Третьяковская галерея, Москва, Россия                    | Эскиз к одноименной картине того же года. |
|      | «Убийство Лжедмитрия I»                                                              | 1906            | Холст, масло 206 × 285          | Частная коллекция                                        | Подписана и датирована 1906 годом. Выставлялась на XV Выставке Петербургского общества художников в Санкт-Петербурге в 1907 году. Литература: Каталог XV Выставки Петербургского общества художников, Санкт-Петербург, 1907. Журнал Нива, N43, Санкт-Петербург, 1908, с. 728, илл.                                                                                                  |
|      | «Портрет детей — Ольги и Николая, на крыльце дачи»                                   | Около 1907      | Холст, масло 135 × 102          | Частная коллекция                                        | Подпись на латинице в правом нижнем углу. |
|      | «Портрет В. В. Бахрушиной»                                                           | 1900-е          | Холст, масло 104 × 71           | Театральный музей имени А. А. Бахрушина, Москва, Россия  | Муз. №: КП 299714. |

#### 1910-е
| Илл. | Название                                                                                 | Год                 | Материал, техника, размеры (см)       | Местонахождение                                                    | Примечание |
| ---- | ---------------------------------------------------------------------------------------- | ------------------- | ------------------------------------- | ------------------------------------------------------------------ | --- |
|      | «Портрет дочерей от третьего брака с М. А. Маковской — Ольги и Марины с плюшевым мишкой» | До 1911             | Холст, масло 89 × 71,5                | Частная коллекция                                                  | |
|      | «За прялкой»                                                                             | 1900-е — до 1915    | Холст, масло 140,6 × 80,7             | Третьяковская галерея, Москва, Россия                              | Поступила в ГТГ в дар от фонда Арманда Хаммера в 1995 году. Инв. №: Ж-1524. |
|      | «За чаем»                                                                                | 1914                | Холст, масло 75 × 64                  | Ульяновский областной художественный музей, Ульяновск, Россия      | |
|      | «Иван Сусанин»                                                                           | 1914                | Холст, масло 301 × 464                | Частная коллекция                                                  | Сцена пыток Ивана Сусанина польско-литовским отрядом. |
|      | «Русская красавица в венке»                                                              | Конец XIX — до 1915 | Доска, масло 35 × 27,5                | Горловский художественный музей, Горловка, Россия                  | Справа внизу подпись: Makowsky. Лот № 37 на торгах аукционного дома Sotheby’s в Лондоне 21 мая 2003 г. |
|      | «Молодая крестьянка с лукошком»                                                          | Конец XIX — до 1915 | Дерево, масло 32,5 × 24,0             | Частная коллекция                                                  | Справа внизу подпись: C. Makowsky. |
|      | «Портрет черноволосой красавицы»                                                         | Конец XIX — до 1915 | Доска (красное дерево), масло 32 × 27 | Частная коллекция                                                  | Справа вверху подпись: С. Makowsky На обороте: оттиск штампа французской фирмы художественных материалов Lefranc; правее следы надписи графитным карандашом, обведенной в круг; вверху по центру следы надписи желтым мелом; ниже бумажная этикетка выставки «Зеркало души. Портреты и образы в русском искусстве» (22.03.23 — 09.07.23, галерейный центр «Артефакт», Москва); в левом нижнем углу бумажная этикетка: ЦХЭ им. И. Е. РЕПИНА // Э-593/21_105; в правом нижнем углу бумажная этикетка: 3183 // ГТГ // Экспертиза // Маков. // <слева синей шариковой ручкой неразборчивая надпись> Работа оформлена в раму (61 × 55). |
|      | «Темноволосая красавица, готовящаяся к купанию»                                          | До 1915             | Доска, масло 62 × 31,5                | Частная коллекция                                                  | |
|      | «Обнаженная темноволосая красавица, стоящая спиной»                                      | До 1915             | Доска, масло 54 × 26                  | Сахалинский областной художественный музей, Южно-Сахалинск, Россия | № по КП (ГИК): СОХМ КП-6323. № в Госкаталоге: 31572133. |
|      | «Обнаженная красавица в кресле»                                                          | До 1915             | Холст, масло 105,5 × 73,5             | Частная коллекция                                                  | |
|      | «Рождение Венеры»                                                                        | До 1915             | Холст, масло 65 × 91                  | Частная коллекция                                                  | |
|      | «Рождение Венеры»                                                                        | До 1915             | Холст, масло 112 × 50                 | Частная коллекция                                                  | Изображение обнаженной богини рядом с небольшой раковиной, вынесшей её на берег. |

### Графика

#### Акварель, гуашь
| Илл. | Название                           | Год       | Материал, техника, размеры (см)         | Издание / местонахождение                                                      | Примечание                                                                                              |
| ---- | ---------------------------------- | --------- | --------------------------------------- | ------------------------------------------------------------------------------ | --- |
|      | «Араб с верблюдом»                 | 1875      | Бумага, акварель 25,0 × 34,5            | Третьяковская галерея, Москва, Россия                                          | Пост. в ГТГ из Государственной Цветковской галереи (собрание И.Е. Цветкова) в 1925 г. Инв. №: Инв.7156. |
|      | «Улица в Каире»                    | 1872—1876 | Бумага, акварель 37,5 × 26,8            | Третьяковская галерея, Москва, Россия                                          | Приобретено у Султановой-Лятковской в 1932 г. Инв. №: Инв.22666.                                        |
|      | «Улица в Каире»                    | 1872—1876 | Бумага, акварель 36,0 × 25,5            | Третьяковская галерея, Москва, Россия                                          | Приобретено у Султановой-Лятковской в 1932 г. Инв. №: Инв.22663.                                        |
|      | «Улица в Каире»                    | 1872—1876 | Бумага, акварель 37,6 × 24,5            | Третьяковская галерея, Москва, Россия                                          | Пост. в ГТГ из Ленинградской закупочной комиссии в 1938 г. Инв. №: Инв.24729.                           |
|      | «После базара (деревенская сцена)» | 1876      | Бумага, акварель 120 × 173              | Иркутский областной художественный музей имени В. П. Сукачёва, Иркутск, Россия | |
|      | «Разгрузка лодки на Босфоре»       | 1872-1877 | Бумага на картоне, акварель 17,2 × 23,2 | Частная коллекция                                                              | Написана во время поездки в Египет. Из коллекции внучки художника.                                      |
|      | «Портрет араба»                    | 1872-1877 | Дерево, гуашь 35,5 × 25,1               | Частная коллекция                                                              | Написана во время поездки в Египет. Подпись на кириллице в левом нижнем углу.                           |
|      | «Улица в Каире»                    | 1872-1877 | Бумага, акварель 29,5 × 22,0            | Частная коллекция                                                              | Написана во время поездки в Египет. Подпись на латинице в правом нижнем углу.                           |
|      | «Улица в Каире»                    | 1872-1877 | Бумага, акварель 35,0 × 49,0            | Частная коллекция                                                              | Написана во время поездки в Египет. Подпись на латинице в левом нижнем углу.                            |
|      | «Араб на верблюде»                 | 1877      | Бумага, акварель 36,5 × 26,8            | Третьяковская галерея, Москва, Россия                                          | Приобретено у Султановой-Лятковской в 1932 г. Инв. №: Инв.22664.                                        |

#### Пастель
| Илл. | Название                                              | Год                        | Материал, техника, размеры (см)       | Издание / местонахождение                                               | Примечание |
| ---- | ----------------------------------------------------- | -------------------------- | ------------------------------------- | ----------------------------------------------------------------------- | --- |
|      | «Портрет композитора М. И. Глинки»                    | 1870                       | Холст, пастель 100,0 × 73,0           | Смоленский государственный музей-заповедник, Смоленск, Россия           | Посмертный портрет по заказу сестры композитора Л. И. Шестаковой. В основу портрета был положен один из последних фотопортретов М. И. Глинки, выполненный петербургским мастером С. Л. Левицким в 1856 году. М. И. Глинка изображён в домашней одежде: на голове турецкая феска, на плечи наброшен архалук. |
|      | Карикатура на Могучую кучку                           | 1871                       | Бумага, пастельный карандаш           | Опубликована в журнале «Захолустье» под псевдонимом Немврод Плодовитое. | Слева направо изображены: Ц. А. Кюи в виде лисы, виляющей хвостом; М. А. Балакирев в виде медведя; В. В. Стасов (на его правом плече в виде Мефистофеля скульптор М. М. Антокольский, на трубе в виде обезьяны — В. А. Гартман); Н. А. Римский-Корсаков (в виде краба) с сёстрами Пургольд (в виде домашних собачек); М. П. Мусоргский (в образе петуха); за спиной Римского-Корсакова изображён А. П. Бородин; справа вверху из облаков мечет гневные перуны А. Н. Серов. |
|      | Эскиз панно «Аллегория скульптуры»                    | 1886—1888                  | Бумага, пастель 97,0 × 65,0           | Третьяковская галерея, Москва, Россия                                   | Пост. в ГТГ из комиссионного магазина «Комунар» (собрание Д.И. Юстинова) в 1933 г. Инв. №: Инв.22686. |
|      | Эскиз панно «Аллегория музыки»                        | 1886—1888                  | Бумага, пастель 97,0 × 65,0           | Третьяковская галерея, Москва, Россия                                   | Пост. в ГТГ из комиссионного магазина «Комунар» (собрание Д.И. Юстинова) в 1933 г. Инв. №: Инв.22687. |
|      | Эскиз панно «Амуры с цветами»                         | 1886—1888                  | Бумага, пастель 97,0 × 65,0           | Третьяковская галерея, Москва, Россия                                   | Пост. в ГТГ из комиссионного магазина «Комунар» (собрание Д.И. Юстинова) в 1933 г. Инв. №: Инв.22688. |
|      | «Обнаженная красавица»                                | Вторая половина XIX в. (?) | Бумага на холсте, пастель 34,8 × 26,7 | Государственный Русский музей, Санкт-Петербург, Россия                  | Поступила в ГРМ в дар от братьев Я. А. и И. А. Ржевских в 2000 году. |
|      | «Вакханка»                                            | 1905 (?)                   | Холст, пастель 80 × 58                | Частная коллекция                                                       | Возможно экспонировалась на XIII выставке Общества художников в Санкт-Петербурге в 1905 г., № 120. |
|      | «Сидящая обнаженная красавица»                        | До 1909 (?)                | Холст, бумага, пастель 89 × 51        | Частная коллекция                                                       | |
|      | «Сидящая обнаженная красавица, смотрящаяся в зеркало» | До 1909                    | Холст, пастель 66,6 × 52,8            | Частная коллекция                                                       | Экспонировалась на XVII выставке Общества художников в Санкт-Петербурге в 1909 г. |
|      | «Чарка мёду»                                          | Около 1910                 | Холст, пастель 91 × 72                | Донецкий республиканский художественный музей, Донецк, Россия           | |

#### Тушь, чернила, карандаш
| Илл. | Название                        | Год                       | Материал, техника, размеры (см)                             | Издание / местонахождение             | Примечание |
| ---- | ------------------------------- | ------------------------- | ----------------------------------------------------------- | ------------------------------------- | --- |
|      | «Улица в Каире»                 | 1872—1876                 | Бумага, графитный карандаш 24,9 × 33,9                      | Третьяковская галерея, Москва, Россия | Пост. в ГТГ из Ленинградской закупочной комиссии в 1938 г. Инв. №: Инв.24721. |
|      | «В мастерской художника»        | 1882                      | Бумага, тушь, чернила, перо, графитный карандаш 29,0 × 22,0 | Третьяковская галерея, Москва, Россия | Авторская реплика одноименной живописной картины 1881 г. для издания «25 лет русского искусства. Иллюстрированный каталог Художественного отдела Всероссийской выставки в Москве, 1882 г.». Пост. в ГТГ из Государственной Цветковской галереи в 1925 г. Инв. №: Инв.7158.    |
|      | «Портрет Ю. П. Маковской»       | 1882 (?)                  | Бумага, тушь, чернила, перо, графитный карандаш 20,3 × 11,2 | Третьяковская галерея, Москва, Россия | Авторская реплика одноименного живописного портрета 1881 г. для издания «25 лет русского искусства. Иллюстрированный каталог Художественного отдела Всероссийской выставки в Москве, 1882 г.». Пост. в ГТГ из Государственной Цветковской галереи в 1925 г. Инв. №: Инв.7159. |
|      | «Семейный портрет»              | 1882                      | Бумага, тушь, чернила, перо 22,5 × 17,5                     | Третьяковская галерея, Москва, Россия | Авторская реплика одноименного живописного портрета 1882 г. для издания «25 лет русского искусства. Иллюстрированный каталог Художественного отдела Всероссийской выставки в Москве, 1882 г.». Пост. в ГТГ из Государственной Цветковской галереи в 1925 г. Инв. №: Инв.7160. |
|      | «Русская красавица в кокошнике» | Последняя четверть XIX в. | Бумага на картоне, карандаш 22,1 × 15,7                     | Эрмитаж, Санкт-Петербург, Россия      | Пост. в Эрмитаж в 1977 г. № по КП: КПГЭ.1977-137. Инв. №: ЭРЖ-7994. |

#### Гравюра
| Илл. | Название                                              | Год       | Материал, техника, размеры (см) | Издание / местонахождение                   | Примечание |
| ---- | ----------------------------------------------------- | --------- | ------------------------------- | ------------------------------------------- | --- |
|      | «Иван III топчет ханскую басму»                       | 1870      | Гравюра                         | Журнал «Нива», № 01, 1870.                  | Гравёр: К. Вейерман. |
|      | «Императорские регалии»                               | 1883-1885 | Хромолитография 66 × 50,8 см    | Коронационный альбом Александра III, л. 2.  | Издательство: «Картографическое заведение А. А. Ильина». Гравер: К. Шиссель. Оригинал издан: Санкт-Петербург, 1885 год. Тираж: 500 экз. Изображение двух тронных кресел, на которых лежит императорская мантия, перед ними — регалии России. |
|      | «Высочайший обеденный стол в Грановитой палате»       | 1883-1885 | Хромолитография 50,8 × 66 см    | Коронационный альбом Александра III, л. 13. | Издательство: «Картографическое заведение А. А. Ильина». Гравер: К. Шиссель. Оригинал издан: Санкт-Петербург, 1885 год. Тираж: 500 экз. Изображение банкета в Гранатовой палате Московского Кремля после коронации.                          |
|      | «Посещение их величествами Троицко-Сергиевской лавры» | 1883-1885 | Хромолитография 50,8 × 66 см    | Коронационный альбом Александра III, л. 22. | Издательство: «Картографическое заведение А. А. Ильина». Гравер: К. Шиссель. Оригинал издан: Санкт-Петербург, 1885 год. Тираж: 500 экз. Изображение посещения Троице-Сергиевой лавры царской семьей.                                         |

#### Смешанная техника
| Илл. | Название                              | Год  | Материал, техника, размеры (см)                                                                                     | Издание / местонахождение        | Примечание |
| ---- | ------------------------------------- | ---- | --- | -------------------------------- | --- |
|      | «Побиение камнями святого Стефана»    | 1855 | Бумага, графитный карандаш, мел 63,7 × 48,4                                                                         | Частная коллекция                | Устное подтверждение подлинности от Подстаницкого С. А. Подпись и датировка: слева внизу «К.Маковскiй 1855 1 мая». Рисунок выполнен в период обучения в Московском училище ваяния и зодчества, вдохновлен одноименными произведениями Питера Пауля Рубенса и Аннибале Карраччи. |
|      | «Портрет князя Н. Ф. Юсупова в гробу» | 1908 | Бумага, шелк, золото, дерево, стекло, акварель, коллаж. Портрет: 270 × 414; булавка: 61 × 1; рамка: 470 × 551 × 35. | Эрмитаж, Санкт-Петербург, Россия | Поступил в Эрмитаж в 1949 году. Муз. №: КПГЭ.1949-42/1817 ЭРР-1333. |